# It’s All Around You
It’s All Around You — пятый студийный альбом американской рок-группы Tortoise. Он был выпущен 6 апреля 2004 года лейблом Thrill Jockey

## Отзывы
| Совокупная оценка | Совокупная оценка |
| Источник          | Оценка            |
| ----------------- | ----------------- |
| Metacritic        | 68/100            |
| Оценки критиков   |                   |
| Источник          | Оценка            |
| AllMusic          | [ 2 ]             |
| The A.V. Club     | favorable         |
| BBC Music         | favorable         |
| The Guardian      | [ 5 ]             |
| Pitchfork         | 5.2/10            |
| Rolling Stone     | [ 7 ]             |
| Stylus Magazine   | C                 |
| The Village Voice | [ 9 ]             |

Альбом получил положительные отзывы музыкальной критики и интернет-изданий.
На сайте Metacritic, который присваивает средневзвешенную оценку из 100 баллов отзывам основных критиков, альбом получил средний балл 68 % на основе 31 рецензии, что свидетельствует о «в целом благоприятных отзывах».
В 2011 году американский рэпер Currensy назвал его одним из 25 своих любимых альбомов, заявив: «Я не принимаю серьёзных наркотиков, но это был кислотный трип в аудиоформате».

## Список композиций
Слова и музыка всех песен — Dan Bitney, John Herndon, Douglas McCombs, John McEntire, Jeff Parker.
| №   | Название                      | Длительность |
| --- | ----------------------------- | ------------ |
| 1.  | «It’s All Around You»         | 4:09         |
| 2.  | «The Lithium Stiffs»          | 3:59         |
| 3.  | «Crest»                       | 4:21         |
| 4.  | «Stretch (You Are All Right)» | 5:14         |
| 5.  | «Unknown»                     | 5:38         |
| 6.  | «Dot/Eyes»                    | 3:46         |
| 7.  | «On the Chin»                 | 5:21         |
| 8.  | «By Dawn»                     | 1:51         |
| 9.  | «Five Too Many»               | 4:33         |
| 10. | «Salt the Skies»              | 4:45         |

| №   | Название                        | Длительность |
| --- | ------------------------------- | ------------ |
| 11. | «Elmerson, Lincoln, & Palmieri» | 2:36         |
| 12. | «Deltitnu»                      | 5:49         |

## Чарты
| Чарт (2004)                         | Высшая позиция |
| ----------------------------------- | -------------- |
| США (Heatseekers Albums, Billboard) | 31             |
| США (Independent Albums, Billboard) | 13             |